# Рампони-Андреини, Вирджиния
Вирджиния Рампони-Андреини (итал. Virginia Ramponi-Andreini), урождённая Вирджиния Андреа Рампони (Virginia Andrea Ramponi; 1 января 1583, Милан — ок. 1630, Болонья) — итальянская актриса, певица и поэтесса. Жена актёра Джамбаттисты Андреини. Была известна под сценическим именем «Флоринда».

## Биография
О жизни Вирджинии до замужества известно мало. В 1601 году она вышла замуж за актёра Джамбаттисту Андреини, сына знаменитых актёров Франческо и Изабеллы Андреини. Франческо стоял во главе самый знаменитой театральной труппы того времени, I Gelosi; Изабелла была первой актрисой труппы, а также пользовалась славой певицы и поэтессы. Джамбаттиста Андреини также выступал в труппе под именем «Лелио», а когда в 1604 году I Gelosi распались, он основал собственную труппу, Compagnia del Fedeli, в которой примадонной стала его жена. Она получила известность под сценическим псевдонимом «Флоринда», по одноимённой трагедии мужа, в которой исполнила главную роль. Вирджиния играла в основном в пьесах своего мужа; её основным амплуа были роли экзотических персонажей: королевы Шотландии, султанши, турецкой рабыни и даже женщины-кентавра. Новая труппа пользовалась не меньшим успехом, чем предыдущая, и в 1613 году Мария Медичи пригласила актёров во Францию, где они пробыли до 1614 года. После этого труппа неоднократно возвращалась в Париж, а также гастролировала в Праге (1625) и в Вене (1628). Вероятно, Вирджиния умерла во время пребывания труппы в Вене, или же во время чумы 1630 года. Её муж вскоре женился на Вирджинии Ротари, другой актрисе труппы.
Театральная карьера Вирджинии Рампони-Андреини тесным образом связана с развитием музыкальной драмы в XVII веке. Её талант актрисы высоко ценила не только публика, но и такие композиторы, как Монтеверди, Пери, Каччини. В 1608 году Вирджиния заменила молодую певицу Катерину Мартинелли, скоропостижно умершую от оспы, во второй опере Монтеверди «Ариадна» (1608). Утверждалось, что она выучила партию Ариадны за шесть дней. Она также исполнила заглавную роль в «Похищении Прозерпины» во время празднеств в честь рождения инфанты Маргариты Гонзага в 1611 году. Из этого следует, что Андреини была не только яркой драматической актрисой, но и незаурядной певицей. Вероятно, её искусство повлияло на развитие драматической манеры исполнения в рамках нового монодического стиля, так называемой «второй практики».